# Passo d'Areia (Santa Maria)
Passo d'Areia (pronunciación portuguesa: [p'asu d'Ar'ejA], ‘paso de la arena’) es un barrio del distrito de Sede, en el municipio de Santa Maria, en el estado brasileño de Río Grande del Sur. Está situado en el centro-oeste de Santa Maria.

## Villas
El barrio contiene las siguientes villas: Loteamento Roveda, Passo d'Areia, Vila Independência, Vila Marechal Mallet, Vila Oliveira.

## Galería de fotos

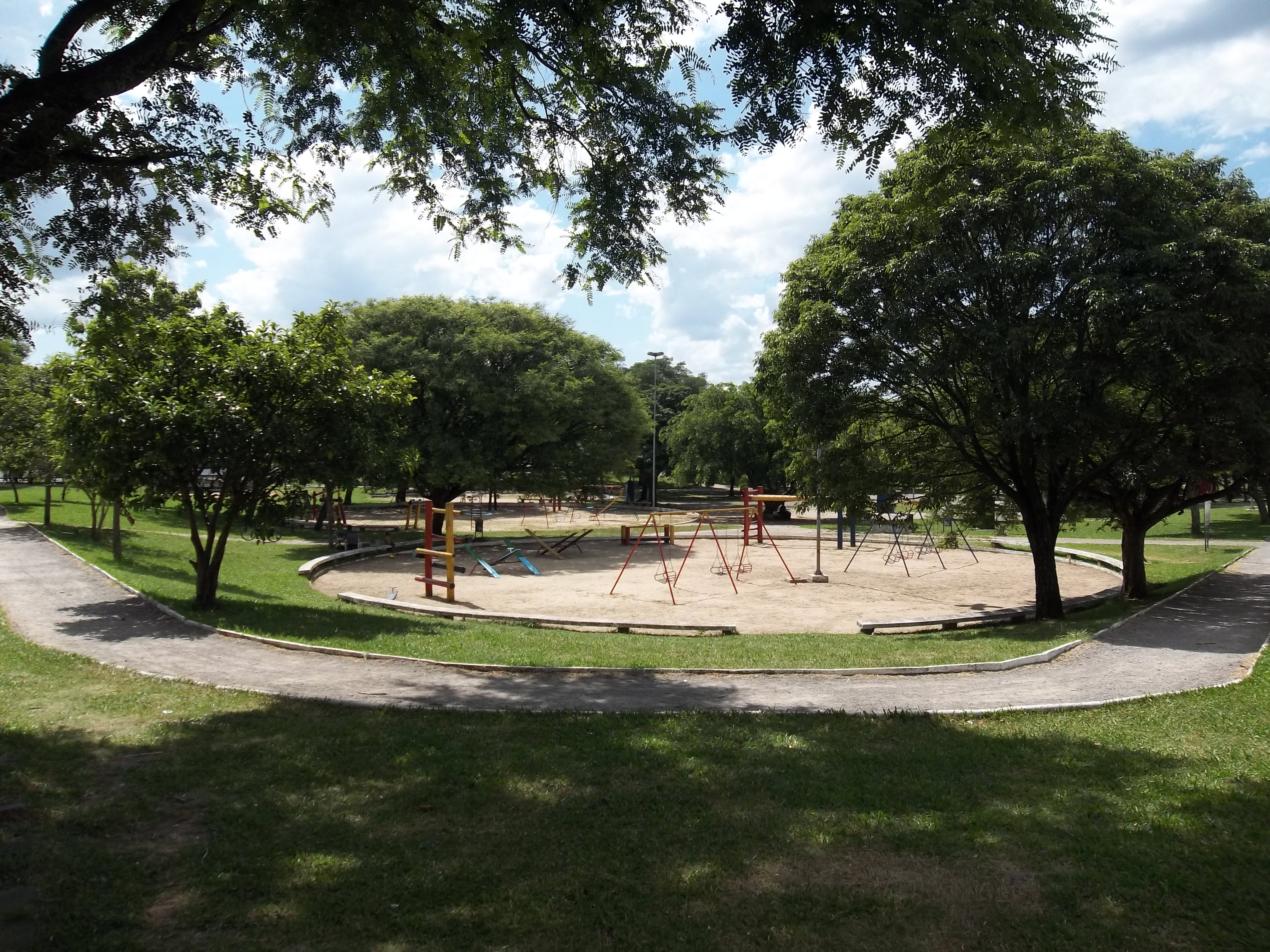
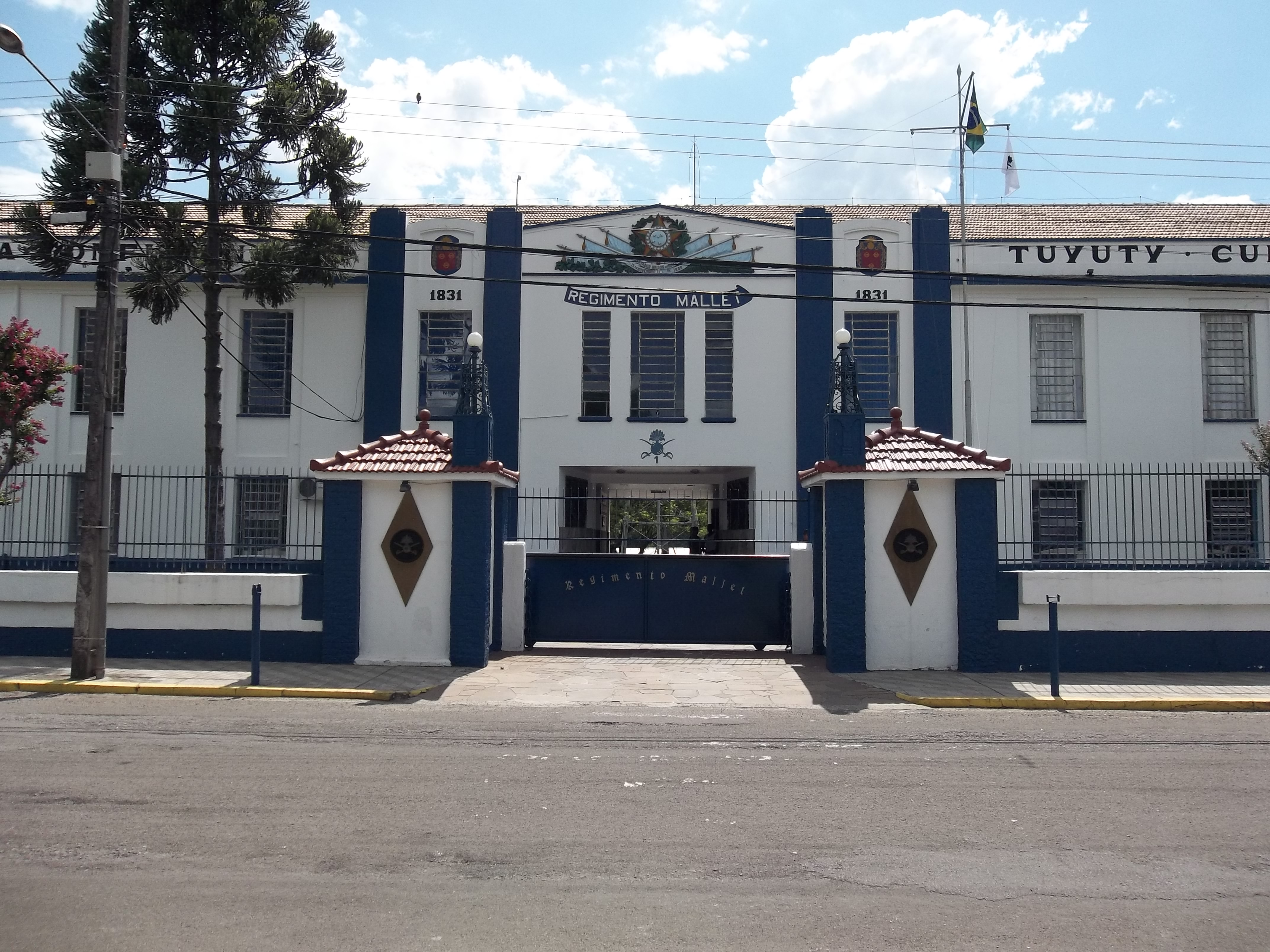
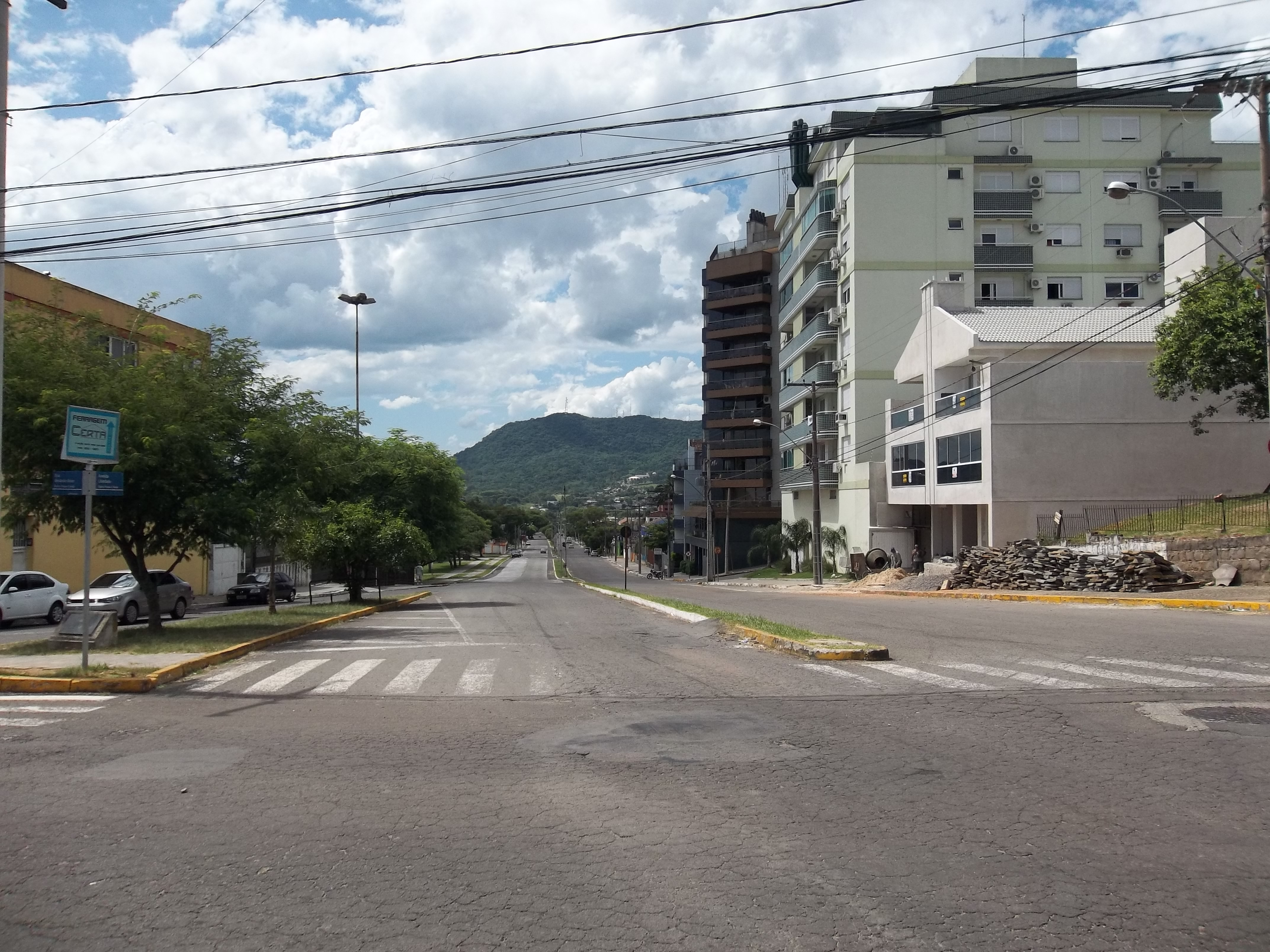

| Noroeste: Caturrita Nova Santa Marta         | Norte: Caturrita / Divina Providência | Nordeste: Divina Providência / Nossa Senhora do Rosário |
| Oeste: Nova Santa Marta Juscelino Kubitschek |                                       | Este: Nossa Senhora do Rosário Bonfim                   |
| Suroeste: Juscelino Kubitschek               | Sur: Noal                             | Sureste: Noal / Bonfim                                  |